# حنا إريكسون
حنا إريكسون (بالسويدية: Hanna Brodin)‏ هي متزحلقة سويدية، ولدت في 2 يونيو 1990 في أوربرو في السويد.

## وصلات خارجية
- حنا إريكسون على موقع الاتحاد الدولي للتزلج (التزلج الريفي) (الإنجليزية)
- حنا إريكسون على موقع أوليمبيديا (الإنجليزية)
- حنا إريكسون على موقع اللجنة الأولمبية السويدية (السويدية)